# Gustav Siegel (Heimatforscher)
Gustav Siegel (* 1861 in Wolfhagen; † 6. Februar 1931 in Kassel) war ein deutscher Postbeamter und Heimatforscher.

## Leben
Im nordhessischen Wolfhagen geboren, absolvierte Siegel eine Ausbildung bei der Post. Am 1. November 1884 wurde er in das ebenfalls in Nordhessen gelegene Lichtenau versetzt. Die Umbenennung von Lichtenau in Hessisch Lichtenau, um Verwechselungen bei der Postzustellung vermeiden zu können, geht auf seine Initiative zurück.
Hier verfasste er 1895 seine erste historische Schrift, die „Geschichte der Stadt Lichtenau in Hessen und ihrer Umgebung nebst Nachrichten über die einzelnen Amtsorte und einem Urkundenbuche“, die 1897 in der Zeitschrift des Vereins für Hessische Geschichte und Landeskunde veröffentlicht wurde. Im Jahr 1904 wurde er nach Eschwege, im Jahr darauf nach Kassel versetzt, wo er das Amt eines Obertelegrapheninspektors ausübte. Aus Anlass der Siebenhundertjahrfeier schrieb er eine Chronik seiner Heimatstadt Wolfhagen, die 1929 erschien. Bei seinem Tod 1931 war sein Hauptwerk, eine umfangreiche Geschichte der hessischen Truppen im Dreißigjährigen Krieg, an der er mehrere Jahrzehnte gearbeitet hatte, fast beendet, blieb jedoch unveröffentlicht. Die Materialsammlung liegt als Nachlass im Hessischen Staatsarchiv Marburg.
Sein Grab ist auf dem alten Friedhof in Hessisch Lichtenau erhalten. In Wolfhagen und Hessisch Lichtenau sind Straßen nach ihm benannt.
Siegel war verheiratet mit Sophie Wilhelmine geb. Bezzenberger, mit der er vier Töchter hatte.

## Veröffentlichungen
- Geschichte der Stadt Lichtenau in Hessen und ihrer Umgebung nebst Nachrichten über die einzelnen Amtsorte und einem Urkundenbuche. In: Zeitschrift des Vereins für Hessische Geschichte und Landeskunde Bd. 32 (1897) S. 1–443 (Digitalisat).
- Geschichte der Stadt Wolfhagen in Hessen. Wolfhagen 1929.